# Cupido epidolus
Cupido epidolus är en fjärilsart som beskrevs av Jean Baptiste Boisduval 1840. Cupido epidolus ingår i släktet Cupido och familjen juvelvingar. Inga underarter finns listade i Catalogue of Life.